# Aphyosemion ferranti
Aphyosemion ferranti är en fiskart som först beskrevs av Boulenger, 1910.  Aphyosemion ferranti ingår i släktet Aphyosemion och familjen Nothobranchiidae. IUCN kategoriserar arten globalt som livskraftig. Inga underarter finns listade i Catalogue of Life.